# Küküllő

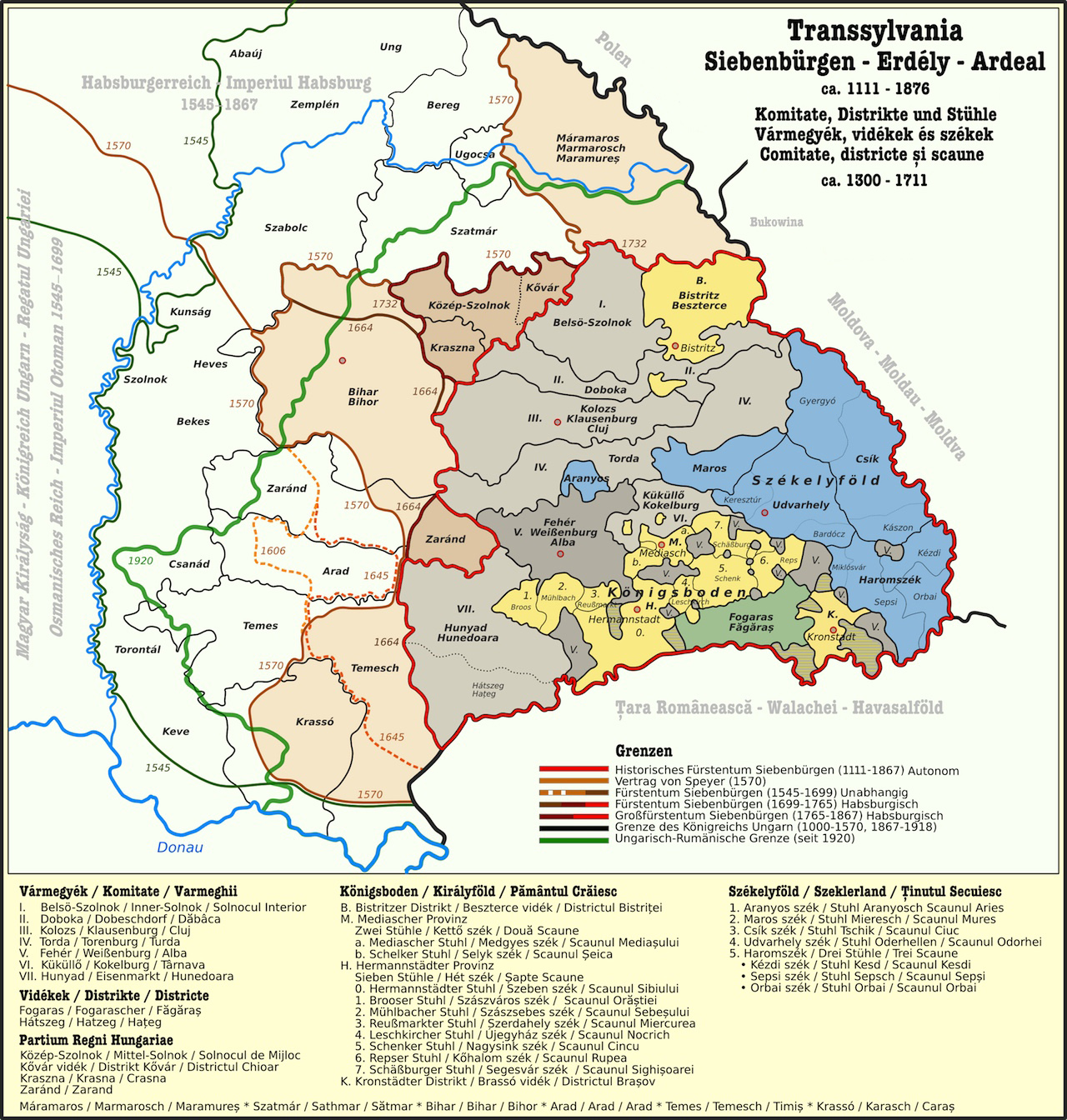
Ligging van het comitaat Küküllő in Zevenburgen

Het comitaat Küküllő (Hongaars: Küküllő vármegye, Roemeens: Comitatul Târnava; Duits: Komitat Kokelburg) is een historisch comitaat van het Koninkrijk Hongarije. Het was gesitueerd in de regio Zevenburgen; tussen de rivieren Maros en Nagy-Küküllő. De hoofdstad van het comitaat was Küküllővár. Het comitaat bestond vanaf de 11e eeuw tot in 1876, toen de voormalige Saksische stoelen Mediasch, Schelk en Schäßburg bij het grondgebied werden gevoegd, om samen het nieuwe comitaat Kis-Küküllő te vormen.